# Dolly Dots
Les Dolly Dots sont un girl group néerlandais de pop, essentiellement actif durant années 1980. Formé en 1979, il est composé de six membres chantant en anglais, dont la plus connue est Angela Groothuizen.
En 1983, sur la chaîne de télévision TROS le groupe a fait l'objet d'une série télévisée, simplement intitulée Dolly Dots, mettant en scène les six chanteuses dans leur propre rôle.
Après leur séparation en 1988, le groupe a été reformé à plusieurs reprises de façon ponctuelle, d'abord pour un concert-anniversaire en 1998, puis en 2007, et à nouveau en 2016 dans une forme incomplète après la mort de Ria Brieffies (en) en 2009.

## Membres
- Angela Groothuizen
- Angéla Kramers (nl)
- Anita Heilker (nl)
- Esther Oosterbeek (nl)
- Patty Zomer (nl)
- Ria Brieffies (en) (†)